# George Willoughby Fraser
George Willoughby Fraser (getauft am 5. August 1866 in Mereworth; † 24. November 1923 in Bath) war ein britischer Bauingenieur und im Dienste des Egypt Exploration Fund tätig. 

## Leben
Seine Eltern waren Sir Thomas Fraser und Matilda Wildman.
Im Rahmen seiner Tätigkeit für den Egypt Exploration Fund war er als Zeichner bei den Grabungen unter Flinders Petrie, Percy Edward Newberry und Marcus Worsley Blackden im Fayyum, in Beni Hasan und Dair al-Berscha bzw. in den Steinbrüchen von Hatnub tätig. Weniger bekannt ist seine Beschreibung des Gräberfeldes aus der 4. und 5. Dynastie zwei Kilometer südlich von Tihna al-Dschabal, das heute seinen Namen trägt.

## Publikationen
- Mr. G. Willoughby Fraser’s Report on the Survey of the Wady Dêr en-Nakhleh. In: Francis L. Griffith, Percy E. Newberry: El Bersheh. Teil 2. Egypt Exploration Fund u. a., London 1895, S. 55–66, Digitalisat.
- The early tombs at Tehneh. In: Annales du Service des Antiquités de l'Égypte. Band 3, 1902, ISSN 1687-1510, S. 67–76, 122–130, 5 Tafeln.

George Fraser: The early tombs at Tehneh. (= Annales du Service des Antiquités de l'Égypte. Band 3). Imprimerie de l'Institut français d'archéologie orientale, Le Caire 1903, OCLC 926619026, S. 67–76 (digitalisat) (online), 122–130  (Digitalisat), (online), 5 Tafeln (online).